# Poloostrov Trinity

Celková situace Antarktidy

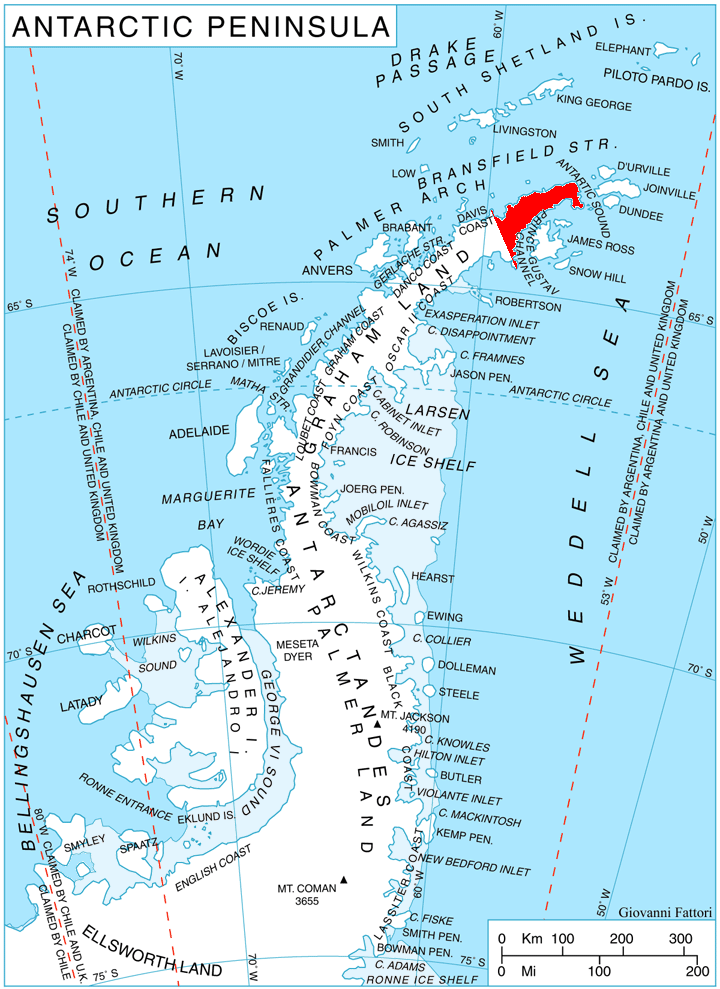
Poloostrov Trinity (vyznačen červeně)

Poloostrov Trinity (anglicky Trinity Peninsula) se nachází na nejsevernější části největšího poloostrova v Antarktidě, Antarktického poloostrova, který vybíhá z kontinentu severozápadním směrem k nejjižnějšímu výběžku jihoamerické pevniny.

## Historie
Pojmenování získal od velitele britské expedice Edwarda Bransfielda, který v lednu roku 1820 velmi hrubě zanesl do map obrysy jeho severního pobřeží a nazval jej Trinity Land. Název byl později aplikován na celý poloostrov. V únoru roku 1963 přistála na pobřeží francouzská expedice a nazvala tuto oblast po svém, terre Louis Philippe, toto pojmenování se neujalo.

## Situace
Poloostrov Trinity, dlouhý jen 130 km, vlastně Antarktický poloostrov ukončuje. Jeho nejzazší bod leží na 63°30′ jižní zeměpisné šířky a 57°30′ západní zeměpisné délky. Od jižně položené Grahamovy země jej dělí pomyslná spojnice od mysu Kjellman na západním pobřeží po mys Longing na východním.
Pevnina poloostrova odděluje Weddellovo moře od Bransfieldovy úžiny. Ta omývá poloostrov ze severozápadu a separuje od něj souostroví Jižní Shetlandy. Na východní straně ve Weddellově moři je od poloostrova oddělen průlivem prince Gustava ostrov Jamese Rosse, na kterém zřídila Masarykova univerzita z Brna českou vědeckou základnu s letním provozem, Mendelovu polární stanici. Na poloostrově je několik dalších výzkumných stanic, např. argentinská, bulharská, chilská a uruguayská.

## Geologie
Mohutný horský hřbet And na jižním cípu americké pevniny klesá pod hladinu moře a dále vede podmořským hřbetem, tzv. Skotským obloukem, směrem k Antarktidě. Poloostrov Trinity je právě tím místem, kde se z oceánu vynořuje a přes Antarktický poloostrov (kde dosahuje výše přes 4000 m n. m.) směřuje dále do nitra kontinentu. Pobřeží poloostrova je velmi členité a částečně je odledněno.

## Podnebí
Na poloostrově je sice klima antarktické, ale jeho mrazivost je mírněna přítomnosti Jižního oceánu. V létě zde dosahuje výjimečně teplota i +15 °C a v zimě neklesá pod -40 °C. Projevuje se zde globální oteplování, např. průliv Prince Gustava se pro plavbu otevřel až v létě roku 1990, kdy poprvé zcela rozmrzl. Počasí na poloostrově je velmi bouřlivé, vanou silné větry, okolní moře je divoké. Bývá tam často zachmuřeno a drobně prší. Dostupný je pouze přes krátké antarktické léto, přes zimní období je poloostrov odříznut od světa, Jižní oceán je svázán i několika metrovou vrstvou ledu a povětrnostní podmínky přistání letadla nedovolí.

## Politika
Poloostrov Trinity náleží do sektoru, na který si územní nárok činí Velká Británie. V roce 1940 vznesla na něj svůj požadavek Argentina a roku 1942 dokonce i Chile, obě země ho vyhlásily za součást svého státu. Tento doutnající spor byl prozatímně vyřešen v roce 1961, kdy začala platit tzv. washingtonská Smlouva o Antarktidě (v ČR zákon č. 276/2003), ve které se mj. smluvní strany šalamounsky zavázaly zakonzervovat po dobu platností smlouvy rozdělení Antarktidy podle stavu z roku 1959, ale současně tato vlastnická práva neuplatňovat. Následným Madridským protokolem, platným pro celé území Antarktidy, bylo povoleno využití prostoru jen pro vědecké účely při dodržení příkazu neohrozit ekologii.